# Gustave Dumas
Gustave Dumas   (Château-d’Oex i L’Etivaz, 5 de març de 1872 - Lausana, 11 de juliol de 1955) va ser un matemàtic suís.

## Vida i obra
Dumas va néixer al poblet de L'Etivaz (cantó de Vaud) on el seu pare era pastor protestant. Després d'acabar els estudis secundaris, la seva passió per les matemàtiques el va portar a la universitat de Lausana on es va graduar. Va ampliar estudis a la Sorbona i a Berlín, on va rebre la influència de Kurt Hensel i va compartir pupitre amb Carathéodory i Fejér. El 1904 va obtenir el seu doctorat a la Sorbona amb una tesi que va ser una de les primeres aplicacions de la teoria de Hensel sobre els nombres p-àdics.
Després d'uns anys com a professor ajudant al Politècnic de Zuric, el 1913 va ser nomenat catedràtic de càlcul diferencial i integral a la universitat de Lausana, on va romandre fins a la seva jubilació el 1942.
Les seves recerques van ser en el camp de la geometria algebraica clàssica, i va publicar articles sobre diversos aspectes de l'àlgebra, l'anàlisi i la geometria.